# Robert von Prittwitz und Gaffron

Robert von Prittwitz und Gaffron, königlich preußischer Regierungspräsident

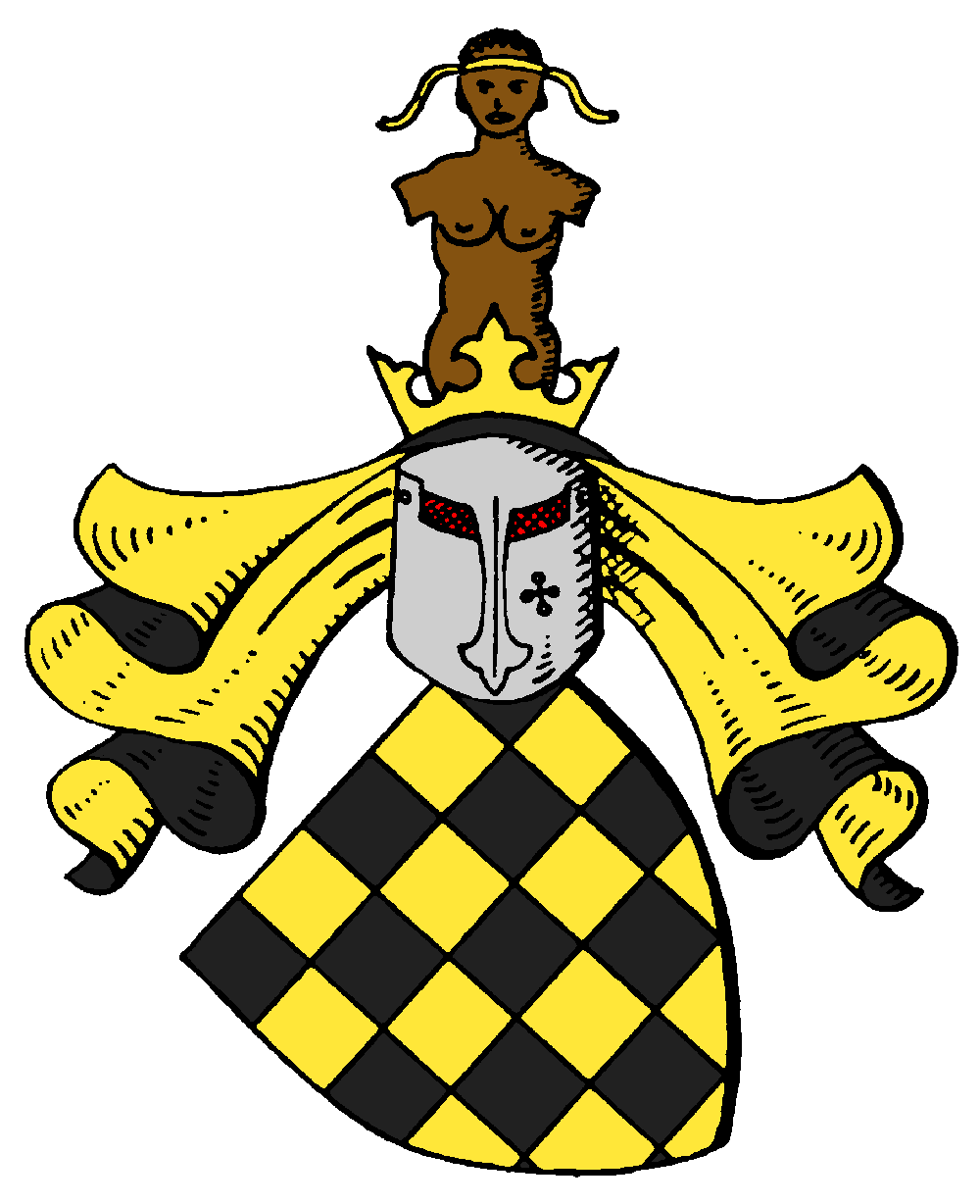
Das Wappen der Familie von Prittwitz und Gaffron

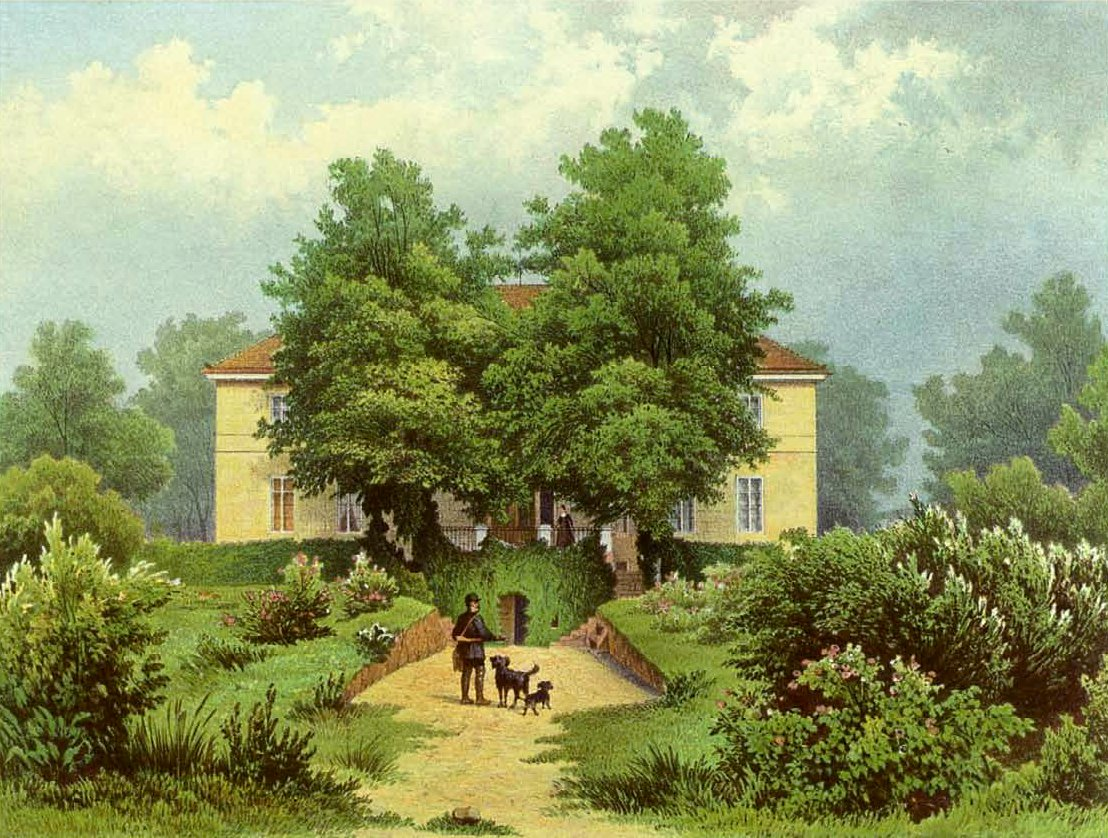
Rittergut Kawallen um 1860, Sammlung Alexander Duncker

Robert Carl August von Prittwitz und Gaffron (* 25. April 1806 auf Gut Kreisewitz, Landkreis Brieg, Niederschlesien; † 16. April 1889 in Breslau, Niederschlesien) war königlich preußischer Regierungspräsident in Schlesien und Ehrenritter des Johanniterordens.

## Familie
Prittwitz entstammte einem alten, weit verzweigten schlesischen Adelsgeschlecht und war der Sohn des königlich preußischen Landrats, Landesältesten und Gutsbesitzers Ernst von Prittwitz, Herr auf Gut Kreisewitz, und dessen erster Ehefrau Helene von Studnitz.
Er heiratete in erster Ehe am 22. Juni 1840 auf Gut Kawallen, Kr. Trebnitz (Niederschlesien) Johanna von Prittwitz (* 1. Februar 1821 auf Gut Kawallen; † 28. April 1841 in Münster, Westfalen), die Tochter des Gutsbesitzers Ferdinand von Prittwitz, Herr auf den Gütern Kawallen, Kummernigk u. a., und der Wilhelmine von Prittwitz.
In zweiter Ehe heiratete Prittwitz am 9. August 1848 in Potsdam Luise von Prittwitz (* 31. Dezember 1828 in Potsdam; † 1. Mai 1851 in Berlin), die Tochter des königlich preußischen Generals der Infanterie Karl von Prittwitz und dessen erster Ehefrau Henriette von Bergh.
Schließlich heiratete er in dritter Ehe am 28. Dezember 1854 in Saarbrücken Helene von Stülpnagel (* 30. Mai 1825 in Potsdam; † 21. Oktober 1911 in Berlin), die Tochter des königlich preußischen Generalleutnants Karl Bernhard von Stülpnagel und der Eleonore von Bismarck.

## Buchveröffentlichung
- Das v. Prittwitz'sche Adels-Geschlecht. Verlag Wilhelm Gottl. Korn, Breslau 1870 (Volltext).